# ノ・レ・な・いTeen-age
「ノ・レ・な・いTeen-age」（の・れ・な・いティーンエイジ）は、酒井法子の3枚目のシングル。1987年8月25日にビクター音楽産業より発売された。

## 解説
江崎グリコ「キャンレディー」イメージソング（酒井出演のCMソング）に採用される。
酒井自身週間オリコンチャート上においては、前作の「渚のファンタシィ」と同じく、最高第4位まで上昇した（売上記録は6.5万枚）。
TBS系生放送音楽番組『ザ・ベストテン』では、最高第8位で1週間のみランクイン（1987年9月17日放映分）。
1987年末の『第29回日本レコード大賞』新人賞（最優秀新人賞は立花理佐の『キミはどんとくらい』）を始め、同年の『第18回日本歌謡大賞』優秀放送音楽新人賞など、数々の新人賞を獲得した。

## 収録曲
1. ノ・レ・な・いTeen-age
  - 作詞：森浩美 作曲：西木栄二 編曲：戸塚修
2. 恋のスタイル
  - 作詞：さかたかずこ 作曲：鈴木キサブロー 編曲：萩田光雄

## 収録アルバム
- 夢冒険 / NORIKO SPECIAL
- Singles 〜NORIKO BEST〜
- TWIN BEST
- CDファイル Vol.1
- <COLEZO!> 酒井法子 Best Selection
- The Best Exhibition　酒井法子30thアニバーサリーベストアルバム
- GOLDEN☆BEST 酒井法子
- NORIKO BOX 30th Anniversary Mammoth Edition
- Premium Best